# آنتونیو ریزو
آنتونیو ریزو (انگلیسی: Antonio Rizzo؛ زادهٔ ۲۸ مارس ۱۹۸۱) بازیکن فوتبال اهل ایتالیا است.
از باشگاه‌هایی که در آن بازی کرده‌است می‌توان به باشگاه فوتبال رجینا، باشگاه فوتبال پروجا، باشگاه فوتبال اسپتزیا، باشگاه فوتبال فیورنتینا، باشگاه فوتبال کوزنتسا کالچو، باشگاه فوتبال کرمونزه، و باشگاه فوتبال آ.اس. رم اشاره کرد.